# Conférence Barbara-Ward
La conférence Barbara-Ward est une distinction décernée par l'Institut international pour l'environnement et le développement (en) (IIED). Elle organise des conférences données par la « génération actuelle de femmes exceptionnelles dans le domaine du développement », en hommage au travail de pionnière de Barbara Ward, qui fut sa présidente de 1973 à sa mort.

## Lauréates
La conférence est attribuée à :
- 2007 : Mary Robinson, ancienne présidente de l'Irlande[2]
- 2008 : Lindiwe Sisulu, ministre du Logement de la République d'Afrique du Sud[3]
- 2010 : Connie Hedegaard, commissaire européenne pour l'Action climatique
- 2012 : Christiana Figueres, secrétaire exécutive de la Convention-cadre des Nations unies sur les changements climatiques[4]
- 2014 : Fatima Denton, coordinatrice du African Climate Policy Centre pour la Commission économique pour l'Afrique[5]
- 2016 : Debra Roberts, biogéographe sud-africaine et coprésidente du groupe de travail II du Groupe d'experts intergouvernemental sur l'évolution du climat pour le sixième rapport, elle est à la tête de l'unité des initiatives de villes durables et résilientes de la municipalité d'eThekwini (Durban, Afrique du Sud)[6],[7].
- 2018 : Gro Harlem Brundtland, première femme Premier ministre de la Norvège et ancienne directrice générale de l'Organisation mondiale de la santé[8].
- 2021 : Rebeca Grynspan (en), secrétaire générale de la Conférence des Nations unies sur le commerce et le développement[9].